# 姜家店乡
姜家店乡，是中华人民共和国河北省承德市围场满族蒙古族自治县下辖的一个乡。

## 行政区划
姜家店乡下辖以下地区：
姜家店村、庙子沟村、二道沟村、杜家店村和如意山村。